# BYO Split Series, Vol. 2
BYO Split Series, Vol. 2 è uno split dei gruppi statunitensi punk rock $wingin' Utter$ e Youth Brigade. Venne pubblicato il 16 novembre 1999 dall'etichetta BYO Records, ed è il secondo volume della serie BYO Split Series.

## Tracce
Youth Brigade
1. Angels Pissing on Your Head
2. You Haven't Seen Yourself in Years
3. Mother of the Mad
4. The Courage of a Younger Pope
5. Troubadour
6. '39

$wingin' Utter$
1. Where Are All the Old Man Bars
2. Fuck You
3. Alright Then
4. Reason Why
5. It's Not Like That Anymore
6. Let Me Know